# Epic (Browser)
Epic ist ein auf Privatsphäre gerichteter Webbrowser, der auf dem Chromium-Projekt basiert. Er ist einer der ersten Browser aus Indien.

## Geschichtliches
Epic wurde am 29. August 2013 veröffentlicht und konzentrierte sich auf den Schutz der Privatsphäre im Internet. Der erste Browser basierte zuerst auf Chromium, der am 15. Juli 2010 veröffentlicht wurde. Der Browser verfügte über mehrere vorinstallierte Erweiterungen, wie einen Chat-Client, E-Mail-Dienste sowie eine soziale Netzwerkerweiterung.

## Funktionen
Mit den Standardeinstellungen des Browsers werden sofort nach dem Beenden die Cookies, der Verlauf sowie der Cache gelöscht. Im Browser ist auch ein Proxydienst enthalten, der automatisch aktiviert wird, wenn man eine Suchmaschine benutzt. Weitere Funktionen sind, dass automatisch die SSL-Verbindung gewählt wird oder dass ein Do-Not-Track-Header gesendet wird. Zusätzlich ist auch schon ein Tracking- und Werbeblocker installiert. Somit erhöht dieser Browser die Sicherheit der Privatsphäre, im Gegensatz zu den üblichen Browsern.
Unterschiede zur Originalversion (Google Chrome):
- Adresszeilenhilfe und URL-Vervollständigung wurden deaktiviert
- URL Überprüfungen wurden deaktiviert
- Automatische Übersetzungen sind deaktiviert
- Der Seitenverlauf wurde deaktiviert
- Die Installationsüberwachung wurde deaktiviert
- Die Versionsnummern und eindeutige Kennungen wurden entfernt
- RLZ Verfolgungsnummer wurde entfernt
- Der gesamte Standard Update Prozess wurde entfernt
- Das Installationsdatum wurde entfernt
- Überwachung und Senden von Fehlerberichten wurde deaktiviert
- Keine alternativen Fehlermeldungen durch Google mehr
- Keine Navigationsfehler oder Navigationsvorschläge mehr
- Keine Fehlerberichte werden an Google gesendet

Im Epic-Browser werden auch die Funktionen, zum Beispiel das automatische Senden von Daten wie Suchbegriffen oder Installationen, deaktiviert.